# 스티븐 켈리
스티븐 마이클 데이비드 켈리(영어: Stephen Michael David Kelly, 1983년 9월 6일 ~ )는 아일랜드의 전 프로 축구 선수로,
라이트백으로 활약했다. 그는 아일랜드의 UEFA 유로 2012 출전권을 획득한 팀의 일원이었다.
켈리는 토트넘 홋스퍼에서 프로 선수 생활을 시작했으며 사우스엔드 유나이티드, 퀸스 파크 레인저스, 왓퍼드, 버밍엄 시티, 스코트 시티, 풀럼, 레딩에서도 활약한 후 2015년 마지막 클럽인 로더럼 유나이티드에 합류했다. 그는 아일랜드 국가대표로 39번 출전했다.

## 구단 경력

### 토트넘 홋스퍼
켈리는 더블린에서 태어나 벨베데레에서 축구 선수로 활약한 후 유소년 프로그램을 통해 토트넘 홋스퍼에 합류했다. 그는 스티븐 카 (이후 뉴캐슬 유나이티드로 이적)와 폴 스톨테리에게 사사로운 역할을 했다. 2003년 토트넘 1군 데뷔 전을 치른 후 버밍엄 시티와 애스턴 빌라를 상대로 프리미어리그 37경기에 출전해 리그 2골을 기록했다.

### 버밍엄 시티
버밍엄 시티는 토트넘의 수비수 부족으로 인해 이적이 중단되기 전인 2006년 1월, 켈리와 계약을 체결한 것으로 알려졌다. 그러나 6월 28일 75만 파운드의 초기 이적료로 버밍엄에 합류했으며, 클럽에서의 성공 여부에 따라 125만 파운드로 인상될 가능성이 있다. 2006-07년 시즌 챔피언십에서 버밍엄은 준우승으로 승격되어 36경기에 출전했다.
켈리는 2007-08년 프리미어리그 시즌에서 소속팀에서 매 경기 매 순간을 뛰는 유일한 외야수였다.

#### 스토크 시티로의 임대
2009년 2월 4일, 켈리는 2008-09년 시즌이 끝날 때까지 버밍엄 시티에서 임대로 스토크 시티에 합류했다. 스토크 시티는 1월 이적 시장이 문을 닫은 후 36시간 동안 계약을 확정지어야 했다. 켈리는 선덜랜드와의 다음 경기에서 2-0으로 패한 후 스토크 시티 데뷔 전을 치렀지만, 국가대표로 복무하던 중 햄스트링 부상을 입어 스토크 시티의 다음 경기에 출전하지 못했다.

### 풀럼
2009년 6월 16일, 켈리는 풀럼과 3년 계약을 체결하여 클럽의 첫 2009년 여름 시즌 계약을 체결했다. 그는 풀럼에 합류하게 되어 기쁘고 프리미어리그와 유로파리그에서 클럽을 대표할 수 있기를 기대한다고 말했다. 그는 풀럼이 2010 UEFA 유로파리그 결승전에 진출하는 데 도움을 주었고, 도중에 유벤투스를 상대로 기억에 남는 승리를 거두었지만 결승 진출 자체를 위해 대표팀에서 제외되었다.

### 로더럼 유나이티드
2015년 11월 19일, 켈리는 2015-16년 시즌이 끝날 때까지 챔피언십 클럽인 로더럼 유나이티드에 합류했다. 2016-17년 시즌이 끝난 후 켈리는 클럽을 떠났고 은퇴했다.

## 국가대표팀 경력
켈리는 청소년 국가대표팀에서 아일랜드 국가대표팀에 합류하여 칠레를 상대로 데뷔 전을 치렀다. 2000년 UEFA 유럽 16세 이하 축구 선수권 대회에서는 아일랜드 16세 이하 국가대표팀을, 2003년 FIFA 세계 청소년 축구 선수권 대회에서는 20세 이하 국가대표팀을 대표했다.
2011년 3월 29일, 켈리는 아비바 스타디움에서 열린 우루과이와의 친선 경기에서 아일랜드 국가대표팀 주장으로 임명되었다.
그는 UEFA 유로 2012에서 국가대표팀 멤버로 활약했지만 경기 시간이 없었다. 그 후 리처드 던과 션 세인트레저의 부상에도 불구하고 조반니 트라파토니 감독은 2014년 FIFA 월드컵 예선에서 독일과의 홈 경기에서 6-1로 패배한 그를 벤치에 앉혔다. 며칠 후 켈리는 마르코 타르델리 부감독과 훈련장 다툼을 벌였고, 이 사건으로 인해 너무 화가 나서 페로 제도와의 경기를 위해 비행기에 탑승하고 싶지 않았다.